# Сантос, Майкл
Майкл Никола́с Са́нтос Росади́лья (исп. Michael Nicolás Santos Rosadilla; 13 марта 1993 года в Монтевидео) — уругвайский футболист, нападающий клуба «Велес Сарсфилд». Выступал за сборную Уругвая.

## Биография
Майкл Сантос родился в Монтевидео, но вырос в городе Пандо в департаменте Канелонес. Футболом начал заниматься с пяти лет в клубе «Уондерерс» (Пандо). После смены нескольких молодёжных команд вернулся в «Уондерес», где стал играть сначала в составе до 14, а затем до 15 лет. На одном из турниров его заметил скаут столичного «Ривер Плейта» Карлос Хирибальди. В 16 лет Сантоса стал привлекать к тренировкам основного состава «дарсенерос» Хуан Рамон Карраско, но дебютировал на профессиональном уровне он уже в 17 лет под руководством Карлоса Марии Моралеса.
Первый матч в уругвайской Примере, в котором Сантос принял участие, «Ривер Плейт» проиграл на своём поле «Рампле Хуниорс» со счётом 1:2, это произошло 13 февраля 2011 года. Больше в сезоне 2010/11 Сантос не играл. В следующие два сезона он сыграл по восемь матчей и забил по одному голу в чемпионате Уругвая.
В сезоне 2013/14 Майкл Сантос стал намного чаще появляться в основе «Ривера», сыграв в чемпионате 22 матча и забив семь голов. В 2013 и 2014 годах Сантос весьма результативно проявил себя в предварительных раундах Южноамериканского кубка — в двух розыгрышах в семи матчах он забил пять голов, в том числе в ворота таких именитых соперников, как «Универсидад Католика» и «Эмелек».
По итогам сезона 2014/15 Майкл Сантос был признан игроком-открытием чемпионата Уругвая. Он стал вторым бомбардиром в обеих стадиях чемпионата, Апертуре и Клаусуре, заняв второе место и в общем списке лучших бомбардиров сезона. В 27 матчах первенства Сантос отметился 21 забитым голом.
В 2015 году Сантос в составе молодёжной сборной (до 22 лет) стал победителем Панамериканских игр в Канаде. В полуфинале турнира Сантос забил решающий гол в ворота сборной Бразилии на 87-й минуте, сделав счёт 2:1 в пользу уругвайцев, которые с 10-й минуты играли в меньшинстве. Сантос провёл на турнире все пять матчей в основном составе и лишь дважды в самом конце игр тренерский штаб выпускал вместо него других футболистов.
В сентябре 2015 года Оскар Вашингтон Табарес вызвал Сантоса в расположение основной сборной Уругвая. Игрок дебютировал в национальной команде 9 сентября в товарищеском матче против Коста-Рики в Сан-Хосе, который завершился поражением «селесте» 0:1. Сантос вышел на замену Джонатану Родригесу на 62 минуте встречи.
Своей игрой привлёк внимание представителей тренерского штаба футбольного клуба «Малага», к составу которого присоединился в 2016 году.
В 2017 году был арендован клубом «Спортинг» (Хихон), в составе которого провёл следующий год. Был основным игроком атакующего звена команды.
В 2018 году ьакже на правах аренды пополнил состав клуба «Леганес».
В 2019 году присоединился к датскому клубу «Копенгагену».

## Достижения
- Чемпион Панамериканских игр (1): 2015

## Личная жизнь
Отец Сантоса был баскетболистом, но сам Майкл никогда не увлекался этим видом спорта. C детства кумиром Сантоса был Альваро Рекоба. У Майкла есть жена Дайана, с которой он познакомился в 17 лет, и сын Валентино, родившийся в 2011 году. У Майкла есть два старших и один младший брат.